# Moon Soon-ho
Moon Soon-ho (kor. 문순호; * 15. März 1981 in Seongnam) ist ein ehemaliger südkoreanischer Fußballspieler.

## Karriere
Moon Soon-ho erlernte das Fußballspielen in der Jugendmannschaft der Pungsaeng High School sowie in der Universitätsmannschaft der Dankook University. Von 2004 bis 2005 stand der bei Gangneung City FC unter Vertrag. Der Verein aus Gangneung spielte in der dritten Liga, der Korea National League. Wo er 2006 gespielt hat, ist unbekannt. 2007 nahm ihn der Drittligist Daejeon Korail FC für ein Jahr unter Vertrag. 2008 ging er nach Singapur. Hier verpflichtete ihn der Erstligist Super Reds. Am Ende der Saison wurde er mit dem Klub Vizemeister der S. League. 2009 ging er wieder in seine Heimat und schloss sich dem Drittligisten Cheonan City FC aus Cheonan an. 2011 zog es ihn wieder nach Singapur. Hier unterschriebe er einen Vertrag beim Erstligisten Woodlands Wellington. 2013 erzielte er 15 Tore und wurde somit Torschützenkönig der Liga. Ende 2014 beendete er seine Karriere als aktiver Fußballspieler.

## Erfolge
Super Reds
- S. League: 2008 (Vizemeister)

## Auszeichnungen
- S. League: Torschützenkönig 2013 (15 Tore/Woodlands Wellington)